# Parachelifer skwarrae
Parachelifer skwarrae är en spindeldjursart som beskrevs av Beier 1933. Parachelifer skwarrae ingår i släktet Parachelifer och familjen tvåögonklokrypare. Inga underarter finns listade i Catalogue of Life.